# Phoroncidia nicoleti (Levi)
Phoroncidia nicoleti is een spinnensoort in de taxonomische indeling van de kogelspinnen (Theridiidae).
Het dier behoort tot het geslacht Phoroncidia. De wetenschappelijke naam van de soort werd voor het eerst geldig gepubliceerd in 1964 door Herbert Walter Levi.

## Naamgeving
Er is een conflict in naamgeving ontstaan toen een andere spinnensoort, Glyptogona nicoleti (Roewer, 1942) in 1996 overgezet werd van het geslacht Glyptogona naar Phoroncidia. Als vaststaat dat deze soort inderdaad tot het geslacht Phoroncidia behoort, zal daarvoor een nieuwe soortnaam vastgesteld moeten worden.